# Csonkástelep
Csonkástelep (románul Cionchești) település Romániában, a Partiumban, Szatmár megyében.

## Fekvése
Szatmárhegy közelében fekvő település.

## Története
Korábban Szatmárheggyel együtt Szatmárnémeti része volt.
1956-ban vált önálló településsé, ekkor 1981 lakosa volt.
2002-ben 199 lakosából 197 román, 2 magyar volt.